# Павел (герцог Септимании)

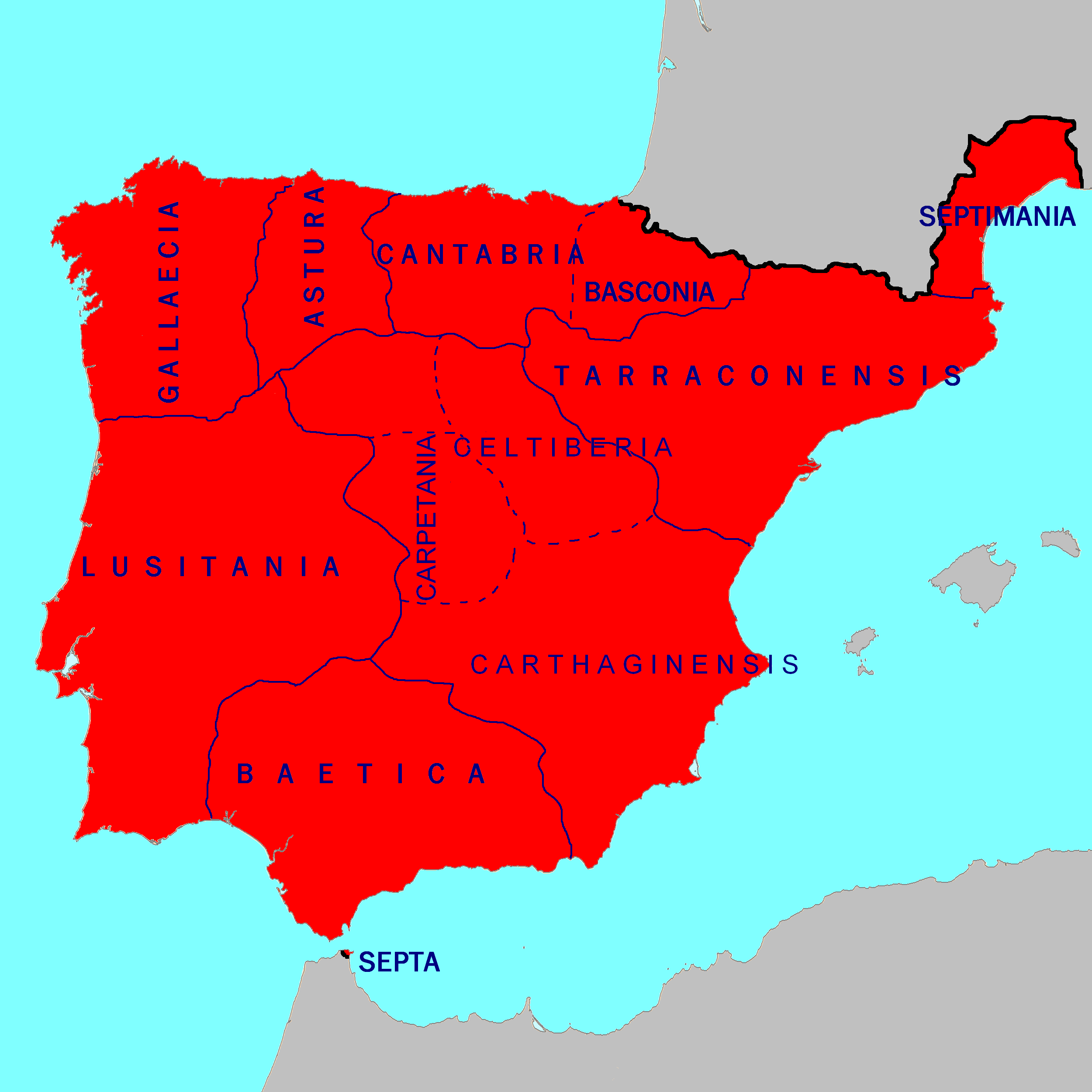
Королевство вестготов со столицей в городе Толедо в 700 году

Фла́вий Па́вел (лат. Flavius Paulus, кат. Flavius Paulus; казнён в 673) — галло-римлянин, герцог Септимании при вестготском короле Вамбе.
В 672 году герцог (лат. dux) Павел возглавил первое документально зафиксированное восстание на территории современной Каталонии с целью её государственного выделения. В этом году в Нарбоне он провозгласил себя королём, взяв имя Флавий Павел. Нового короля поддержала знать провинций Септимания и востока провинции Тарраконенсис (то есть современной Каталонии, включая Северную). Однако, уже в следующем, 673 году, власть на территории, которая пыталась отколоться от королевства вестготов, вернул законный король Вамба. Павел пытался спрятаться в Ниме, но 3 сентября этого же года город был захвачен, а сам Павел через три дня казнён в Толедо, столице вестготов.
Обстоятельства мятежа герцога Павла подробно описаны в труде архиепископа Толедо Юлиана «История короля Вамбы».